# 僕たちの城
「僕たちの城」（ぼくたちのしろ）は、2013年2月6日にFRAMEから発売されたイナズマイレブンGOオールスターズのシングル。

## 概要
「僕たちの城」は、ゲーム『イナズマイレブンGO2 クロノ・ストーン ライメイ』、「青春おでん」はゲーム『イナズマイレブンGO2 クロノ・ストーン ネップウ』のエンディングテーマ。また、どちらもアニメ版のエンディングテーマともなっていたが、双方は変則的にOAされた。なお実際のED採用話数では、僕たちの城が8話分多い。
「青春おでん」は、twe'lvの楽曲のカバーで、テレビアニメ『イナズマイレブン』の初代エンディングテーマとしても使用されていた。なお、twe'lvの「青春おでん」自体が「静岡おでんの会」応援歌である「恋する黒はんぺん」のカバーであるため、厳密にはカバー曲のカバーとなる。
数量限定盤と通常版の計2種の仕様で発売され、数量限定盤には霧野蘭丸、狩屋マサキ、雨宮太陽のフィギュアストラップがいずれか1つランダムで同梱されている。

## 収録曲
1. 僕たちの城 [4:53][1]
作詞：山崎徹、作曲：TPK、編曲：菊谷知樹
歌：イナズマイレブンGOオールスターズ[メンバー 1]
テレビ東京系列アニメ『イナズマイレブンGO クロノ・ストーン』EDテーマ（第36話 - 第39話、第41話、第43話 - 第46話、第48話 - 第50話）
ニンテンドー3DSゲームソフト『イナズマイレブンGO2 クロノ・ストーン ライメイ』EDテーマ
2. 青春おでん [4:55][1]
作詞：礼空トオル、作曲：青木隆、編曲：菊谷知樹
歌：空野葵（北原沙弥香）&瀬戸水鳥（美名）&山菜茜（ゆりん）&菜花黄名子（悠木碧）
テレビ東京系列アニメ『イナズマイレブンGO クロノ・ストーン』EDテーマ（第40話、第42話、第47話、第51話）
ニンテンドー3DSゲームソフト『イナズマイレブンGO2 クロノ・ストーン ネップウ』EDテーマ[注 1]
劇場アニメ『イナズマイレブン 超次元ドリームマッチ』EDテーマ
3. 僕たちの城（オリジナル・カラオケ） [4:52][1]
4. 青春おでん（オリジナル・カラオケ） [4:53][1]